# Diane Dodds
Diane Dodds (ur. 16 sierpnia 1958 w Banbridge) – brytyjska i północnoirlandzka polityk i nauczycielka, posłanka do Parlamentu Europejskiego VII, VIII i IX kadencji, minister w rządzie Irlandii Północnej.

## Życiorys
Ukończyła studia na Queen’s University Belfast. Uczyła następnie historii w szkole średniej (Laurelhill High School w Lisburn). W 2003 została wybrana do Zgromadzenia Irlandii Północnej w okręgu West Belfast. W 2007 nie uzyskała reelekcji. Zasiadała także w radzie miejskiej Belfastu.
W wyborach w 2009 z ramienia DUP uzyskała mandat posłanki do Parlamentu Europejskiego. W PE VII kadencji pozostała niezrzeszona, przystąpiła do Komisji Rolnictwa i Rozwoju Wsi. W 2014 i 2019 z powodzeniem ubiegała się o europarlamentarną reelekcję.
Mandat europosłanki utraciła z końcem stycznia 2020 w związku z brexitem. Wcześniej w tym samym miesiącu ponownie zasiadła w parlamencie Irlandii Północnej (zgodnie z decyzją DUP z grudnia 2019). Wybrana na kolejną kadencję w 2022.
W styczniu 2020 objęła urząd ministra gospodarki w wielopartyjnym gabinecie Irlandii Północnej pod przywództwem Arlene Foster. Zakończyła urzędowanie w czerwcu 2021.

## Życie prywatne
Żona polityka Nigela Doddsa.